# 2008-as Formula–1 spanyol nagydíj
A spanyol nagydíj a 2008-as Formula–1 világbajnokság negyedik versenye volt. 2008. április 27-én rendezték meg a Circuit de Catalunya-n, Barcelonában, Spanyolországban. Az idény első európai versenyén részt vett az egy héttel korábbi kollektív Formula–1-es tesztet kihagyó Super Aguri csapat is, annak ellenére, hogy pénzügyi nehézségeit nem sikerült megoldania.
A nagydíjon a Ferrari kettős győzelmet, Kimi Räikkönen pedig Formula–1-es mesterhármast ért el: A győzelem mellett övé lett a pole pozíció és a versenyben futott leggyorsabb kör is.

## Szabadedzések
A pénteki első szabadedzésen a Ferrari versenyzői szerepeltek a legjobban, Kimi Räikkönen és Felipe Massa szerezték meg az első két helyet. Lewis Hamilton harmadik lett. A második szabadedzésen Räikkönen megtartotta első helyét, mögötte azonban némi meglepetésre a Renault versenyzői zártak, Piquet, Alonso sorrendben. A szombat délelőtt tartott harmadik szabadedzést Nick Heidfeld nyerte David Coulthard és Fernando Alonso előtt.

### Első szabadedzés

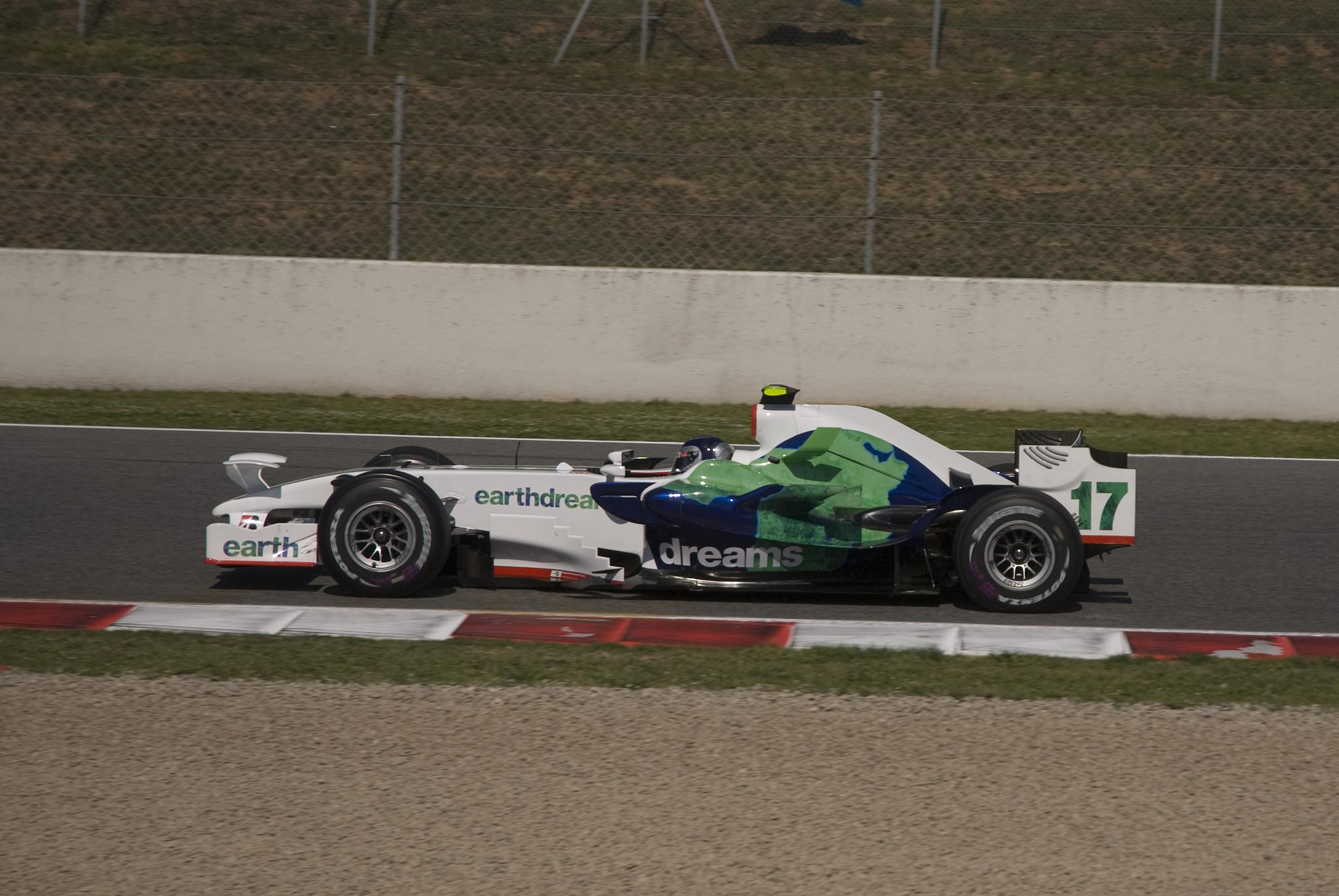
Barrichello autóján a Honda új fejlesztésű szárnyai

A spanyol nagydíj első szabadedzését április 25-én, pénteken tartották, közép-európai idő szerint 10:00 és 11:30 óra között, felhős, de száraz időjárás mellett.
A versenyt megelőző héten a pályán kollektív tesztet tartottak a Formula–1-es csapatok, így a szokásosnál több adattal rendelkeztek az autók beállításához. Ezért az első, közel fél órában egy versenyző sem hajtott ki a pályára. 26 perc elteltével Nakadzsima Kadzuki futotta meg az első mért kört. Nem sokkal később a McLaren versenyzői is elkezdték az edzést, Lewis Hamilton 1:21.192-es ideje hat tizedmásodperccel jobb volt csapattársa, Heikki Kovalainen eredményénél. 45 perc volt hátra az edzésből, amikor a Ferrarik megtették az első köreiket. Kimi Räikkönen azonnal átvette a vezetést, és az utolsó mért körében 1:20.649-cel elérte az edzés legjobb idejét. Csapattársa, Felipe Massa 50 ezredmásodperccel volt lassabb. Első mért körében megpördült a célegyenes előtti sikánban, nem sokkal később Timo Glock csúszott ki a 9-es kanyarban.

Az edzés második felében nem történt jelentős változás az élen állók sorrendjében, csupán Robert Kubica tudott a negyedik helyre beférkőzni, a két McLaren-versenyző közé. A hazai pályán versenyző Fernando Alonso a 6. lett, csapattársa, Nelsinho Piquet előtt. David Coulthard, Nick Heidfeld és Jenson Button fértek még be az első tízbe. A bizonytalan jövőjű Super Aguri csapat nem sokkal az edzés kezdete előtt jelentette be, hogy elindul a spanyol nagydíjon. Versenyzői, Szató Takuma és Anthony Davidson csak az utolsó két helyet szerezték meg.

Massa és Glock mellett Jarno Trulli nevéhez is fűződik egy megpördülés: A Toyota versenyzője a 10-es kanyarban veszítette el uralmát az autója felett. Az edzést a 14. helyen fejezte be.
| Helyezés | Név                  | Csapat/Motor        | Elért idő | Különbség | Futott kör |
| -------- | -------------------- | ------------------- | --------- | --------- | ---------- |
| 1        | Kimi Räikkönen       | Ferrari             | 1:20.649  |           | 17         |
| 2        | Felipe Massa         | Ferrari             | 1:20.699  | + 0.050   | 9          |
| 3        | Lewis Hamilton       | McLaren-Mercedes    | 1:21.192  | + 0.543   | 20         |
| 4        | Robert Kubica        | BMW Sauber          | 1:21.568  | + 0.919   | 20         |
| 5        | Heikki Kovalainen    | McLaren-Mercedes    | 1:21.758  | + 1.109   | 10         |
| 6        | Fernando Alonso      | Renault             | 1:21.933  | + 1.284   | 18         |
| 7        | Nelson Piquet Jr.    | Renault             | 1:21.936  | + 1.287   | 21         |
| 8        | David Coulthard      | Red Bull-Renault    | 1:22.118  | + 1.469   | 20         |
| 9        | Nick Heidfeld        | BMW Sauber          | 1:22.278  | + 1.629   | 24         |
| 10       | Jenson Button        | Honda               | 1:22.632  | + 1.983   | 16         |
| 11       | Timo Glock           | Toyota              | 1:23.002  | + 2.353   | 21         |
| 12       | Nico Rosberg         | Williams-Toyota     | 1:23.003  | + 2.354   | 25         |
| 13       | Mark Webber          | Red Bull-Renault    | 1:23.015  | + 2.366   | 14         |
| 14       | Jarno Trulli         | Toyota              | 1:23.141  | + 2.492   | 15         |
| 15       | Nakadzsima Kazuki    | Williams-Toyota     | 1:23.153  | + 2.504   | 24         |
| 16       | Adrian Sutil         | Force India-Ferrari | 1:23.156  | + 2.507   | 22         |
| 17       | Giancarlo Fisichella | Force India-Ferrari | 1:23.196  | + 2.547   | 20         |
| 18       | Rubens Barrichello   | Honda               | 1:23.353  | + 2.704   | 14         |
| 19       | Sébastien Bourdais   | Toro Rosso-Ferrari  | 1:23.952  | + 3.303   | 15         |
| 20       | Sebastian Vettel     | Toro Rosso-Ferrari  | 1:24.082  | + 3.433   | 15         |
| 21       | Szató Takuma         | Super Aguri-Honda   | 1:24.278  | + 3.629   | 14         |
| 22       | Anthony Davidson     | Super Aguri-Honda   | 1:25.068  | + 4.419   | 10         |

### Második szabadedzés

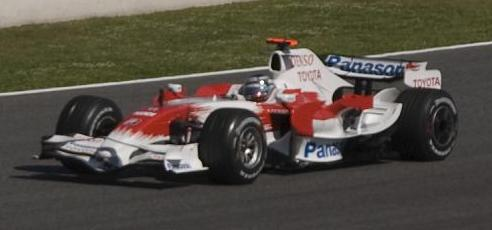
Jarno Trulli a Toyotával

A spanyol nagydíj pénteki második szabadedzését április 25-én délután tartották, közép-európai idő szerint 14:00 és 15:30 óra között. Az időjárás nem változott a délelőttihez képest.
Az első edzésen jól szereplő csapatok délután több üzemanyaggal tankolták meg az autóikat, így fordulhatott elő, hogy Räikkönen győztes ideje 1.3 másodperccel elmaradt a délelőttitől. Massa csak az ötödik lett, a McLarenek a 11. és 16. helyen végeztek.

Az eltérő taktikák miatt az első 40 percben a Force India versenyzői vezették az edzést. Giancarlo Fisichella eredményét David Coulthard javította 1:22.321-re, 62 ezredmásodperccel felülmúlva az addigi legjobb köridőt. Tíz perccel később a Williams autói kerültek az első-második helyre, Nakadzsima állt ekkor az élen. 27 perc volt hátra az edzésből, amikor Alonso vette át a vezetést. Kisvártatva csapattársa, Piquet ugrott az élre, 15 ezreddel előzve meg Alonsót. A Renault versenyzői egészen az utolsó percekig tartották az első két helyet, amikor Räikkönen 1:21.935-ös eredményével átvette a vezetést.

A McLaren gyenge szereplésének az volt az oka, hogy Hamilton autója az edzés közepén megállt a bokszutca bejáratánál, míg Kovalainen váltóproblémákkal küszködött. Utóbbi versenyző nem is tudott kimenni a pályára az első órában, majd hat kör megtétele után előbb az ő autója is lelassult, majd megállt, nem sokkal a 6-os kanyar után.

Räikkönen, Piquet és Alonso mögött Nakadzsima lett a negyedik. Jól szerepeltek a Red Bull versenyzői, Mark Webber a hatodik, Coulthard a nyolcadik helyen végzett, Rosberget közrefogva. A Force India autói visszacsúsztak, ahogy a többiek ideje javult, de így is a 9.-10. időt érték el. A Super Aguri versenyzői nem tudtak elmozdulni az utolsó két helyről, a 20. helyezett Timo Glockhoz képest is jelentős, mintegy 1.2 másodperces hátránnyal zártak.
| Helyezés | Név                  | Csapat/Motor        | Elért idő | Különbség | Futott kör |
| -------- | -------------------- | ------------------- | --------- | --------- | ---------- |
| 1        | Kimi Räikkönen       | Ferrari             | 1:21.935  |           | 38         |
| 2        | Nelson Piquet Jr.    | Renault             | 1:22.019  | + 0.084   | 38         |
| 3        | Fernando Alonso      | Renault             | 1:22.032  | + 0.097   | 26         |
| 4        | Nakadzsima Kazuki    | Williams-Toyota     | 1:22.172  | + 0.237   | 35         |
| 5        | Felipe Massa         | Ferrari             | 1:22.229  | + 0.294   | 32         |
| 6        | Mark Webber          | Red Bull-Renault    | 1:22.238  | + 0.303   | 36         |
| 7        | Nico Rosberg         | Williams-Toyota     | 1:22.266  | + 0.331   | 33         |
| 8        | David Coulthard      | Red Bull-Renault    | 1:22.289  | + 0.354   | 30         |
| 9        | Giancarlo Fisichella | Force India-Ferrari | 1:22.383  | + 0.448   | 38         |
| 10       | Adrian Sutil         | Force India-Ferrari | 1:22.548  | + 0.613   | 38         |
| 11       | Lewis Hamilton       | McLaren-Mercedes    | 1:22.685  | + 0.750   | 33         |
| 12       | Robert Kubica        | BMW Sauber          | 1:22.788  | + 0.853   | 38         |
| 13       | Nick Heidfeld        | BMW Sauber          | 1:23.130  | + 1.195   | 40         |
| 14       | Jarno Trulli         | Toyota              | 1:23.224  | + 1.289   | 34         |
| 15       | Jenson Button        | Honda               | 1:23.263  | + 1.328   | 34         |
| 16       | Heikki Kovalainen    | McLaren-Mercedes    | 1:23.264  | + 1.329   | 8          |
| 17       | Rubens Barrichello   | Honda               | 1:23.415  | + 1.480   | 31         |
| 18       | Sebastian Vettel     | Toro Rosso-Ferrari  | 1:23.661  | + 1.726   | 35         |
| 19       | Sébastien Bourdais   | Toro Rosso-Ferrari  | 1:23.684  | + 1.749   | 37         |
| 20       | Timo Glock           | Toyota              | 1:23.883  | + 1.948   | 40         |
| 21       | Szató Takuma         | Super Aguri-Honda   | 1:25.110  | + 3.175   | 30         |
| 22       | Anthony Davidson     | Super Aguri-Honda   | 1:25.163  | + 3.228   | 31         |

### Harmadik szabadedzés

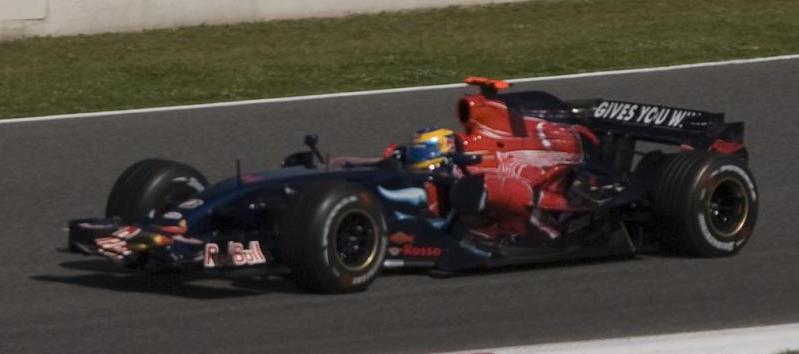
Bourdais 6. lett a Toro Rossóval a harmadik szabadedzésen

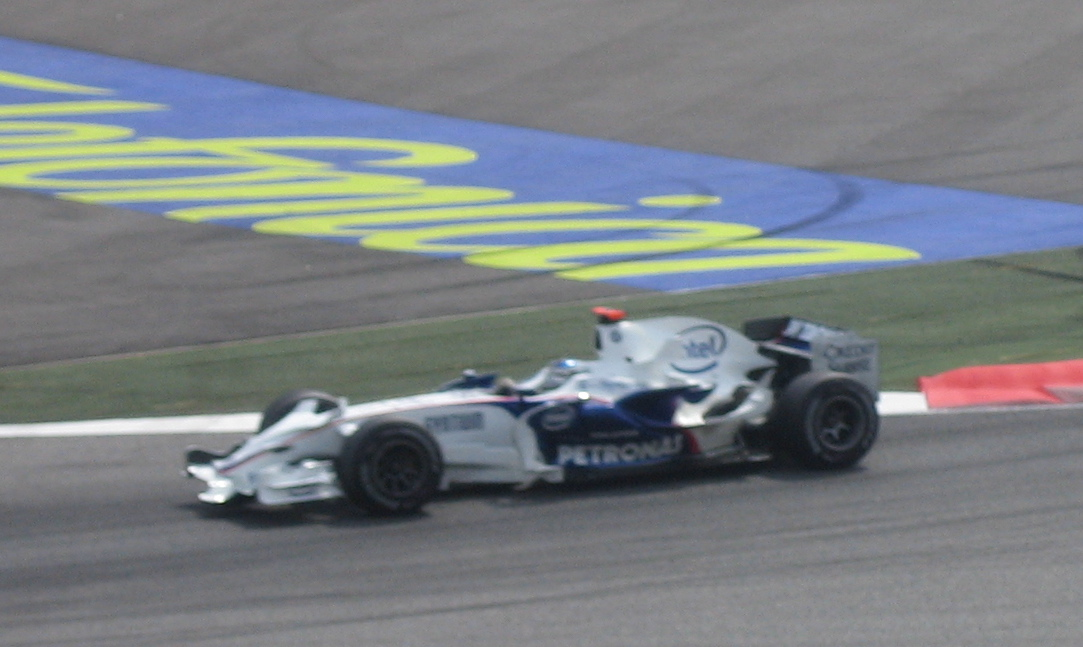
Nick Heidfeld nyerte a harmadik szabadedzést

A spanyol nagydíj harmadik, szombati szabadedzését április 26-án délelőtt, közép-európai idő szerint 11:00 és 12:00 óra között tartották.
A Ferrari és a McLaren versenyzői ismét nehezebb autókkal vettek részt az edzésen, a versenybeállításokat próbálgatva. Az első fél órában hat különböző versenyző váltotta egymást az élen, az első 16 autó körideje egy másodpercen belül volt. A versenyzők többsége kemény keverékű gumikon autózott.

Az éllovasok közül Räikkönen futott először gyors kört és át is vette a vezetést. Két percen belül azonban Kovalainen és Kubica is megelőzte, majd Alonso és Barrichello váltogatták egymást az élen.

Húsz perccel az edzés vége előtt meglepetésre David Coulthard került az első helyre 1:21.580-as idővel, amit kemény keverékű gumikkal ért el. Ahogy lágy kerekekre váltott, megjavította ezt az időt is, 1:21.465-re. Ez azonban nem volt elég az első hely megtartásához, mert a szintén lágy gumikra váltó Nick Heidfeld 1:21.269-es időt ért el, amit már senki sem tudott megjavítani. A harmadik legjobb köridő Alonsóé lett az utolsó másodpercekben, őt Kubica és Trulli követték a 4.-5. helyen. Sébastien Bourdais meglepetésre a hatodik időt érte el, Piquet és Button előtt. Massa és Glock fértek még be az első tízbe.

A Red Bull versenyzője, Mark Webber nem tudott mért kört elérni a gázpedál meghibásodása miatt. Hasonlóan a megelőző két szabadedzéshez, a 10-es kanyarban többen is megpördültek, köztük Barrichello és Sutil, de mindketten folytatni tudták az edzést.
| Helyezés | Név                  | Csapat/Motor        | Elért idő   | Különbség | Futott kör |
| -------- | -------------------- | ------------------- | ----------- | --------- | ---------- |
| 1        | Nick Heidfeld        | BMW Sauber          | 1:21.269    |           | 19         |
| 2        | David Coulthard      | Red Bull-Renault    | 1:21.465    | + 0.196   | 16         |
| 3        | Fernando Alonso      | Renault             | 1:21.599    | + 0.330   | 16         |
| 4        | Robert Kubica        | BMW Sauber          | 1:21.717    | + 0.448   | 23         |
| 5        | Jarno Trulli         | Toyota              | 1:21.771    | + 0.502   | 21         |
| 6        | Sébastien Bourdais   | Toro Rosso-Ferrari  | 1:21.942    | + 0.673   | 19         |
| 7        | Nelson Piquet Jr.    | Renault             | 1:21.992    | + 0.723   | 18         |
| 8        | Jenson Button        | Honda               | 1:22.060    | + 0.791   | 17         |
| 9        | Felipe Massa         | Ferrari             | 1:22.075    | + 0.806   | 16         |
| 10       | Timo Glock           | Toyota              | 1:22.081    | + 0.812   | 23         |
| 11       | Lewis Hamilton       | McLaren-Mercedes    | 1:22.094    | + 0.825   | 15         |
| 12       | Nico Rosberg         | Williams-Toyota     | 1:22.174    | + 0.905   | 19         |
| 13       | Kimi Räikkönen       | Ferrari             | 1:22.176    | + 0.907   | 18         |
| 14       | Nakadzsima Kazuki    | Williams-Toyota     | 1:22.189    | + 0.920   | 16         |
| 15       | Heikki Kovalainen    | McLaren-Mercedes    | 1:22.220    | + 0.951   | 16         |
| 16       | Sebastian Vettel     | Toro Rosso-Ferrari  | 1:22.292    | + 1.023   | 20         |
| 17       | Rubens Barrichello   | Honda               | 1:22.350    | + 1.081   | 17         |
| 18       | Giancarlo Fisichella | Force India-Ferrari | 1:22.466    | + 1.197   | 22         |
| 19       | Adrian Sutil         | Force India-Ferrari | 1:22.689    | + 1.420   | 21         |
| 20       | Szató Takuma         | Super Aguri-Honda   | 1:23.726    | + 2.457   | 16         |
| 21       | Anthony Davidson     | Super Aguri-Honda   | 1:23.921    | + 2.652   | 15         |
| 22       | Mark Webber          | Red Bull-Renault    | Idő nélkül* |           | 2          |

* Mark Webber technikai problémák miatt nem tudott mért kört autózni.

## Időmérő edzés
Az időmérő edzést szombaton, közép-európai idő szerint 14:00 és 15:00 óra között tartották. Az időjárás napos volt, de erős széllökések nehezítették a vezetést. Az első rajtkockát a Ferrari versenyzője, Kimi Räikkönen szerezte meg. Az első sorba kvalifikálta magát a hazai közönség előtt Fernando Alonso. A harmadik, Räikkönen csapattársa, Felipe Massa lett.

### Első rész
A Force India versenyzője, Adrian Sutil kezdte meg az edzést, 1:23.224-es időt autózott lágy gumikon. Eredményét Fisichella, Bourdais és Glock sem tudták megjavítani. Räikkönen első köreit kemény keverékű abroncsokon, lassú tempóban tette meg, az élen ezalatt Bourdais, Rosberg és Nakadzsima váltották egymást. Utóbbi körideje 1:22.396 volt, amit az időközben felgyorsuló Räikkönen 1:22.050-re javított. Tőle Hamilton vette át a vezetést egy kemény gumikon elért 1:21.366-os eredménnyel. Räikkönen tovább próbálkozott, de nem tudott feljebb kerülni a 2. helynél. Tíz perc után Hamilton, Räikkönen, Trulli, Nakadzsima, Rosberg, Bourdais, Webber, Barrichello, Alonso volt a sorrend az 1.-9. helyeken, Kovalainen még nem futott mért kört.

Kisvártatva a Hondával versenyző Button a 4. helyre lépett föl, Alonso pedig a másodikra, ahol előbb Nakadzsima, majd Massa váltotta, 1.21.614-es idővel. Tőle Kubica vette el ezt a helyezést, míg BMW-s csapattársa, Heidfeld csak a 11. volt. Kovalainennek sikerült mért kört autóznia, és 1:21.430-cal a 3. helyre került. Két perccel az edzés első szakaszának vége előtt Räikkönen tudott először 1 perc 21 másodpercnél gyorsabb időt autózni: A kemény gumikon elért 1:20.701-es idejével, ami közel 6 tizeddel volt jobb Hamiltonénál, átvette a vezetést. Az utolsó másodpercekben még Trullinak sikerült felzárkózni a második helyre egy gyors körrel.

A továbbjutást nem érő helyeken Szató, Davidson, Sutil, Fisichella, Vettel és Coulthard végeztek. Utóbbi versenyző ismét nem tudott a második részbe bekerülni, míg csapattársának, Webbernek sikerült.

### Második rész
Az időmérő edzés második szakaszának első öt percében egy versenyző sem látogatott ki a pályára. Alonso törte meg a csendet, és lágy gumikon 1:20.976-ot autózott. Csapattársa, Piquet két tizeddel maradt el tőle. Az összes versenyző lágy kerekeken futva próbálkozott, és sorra javították meg Alonso idejét. Trulli, Räikkönen és Hamilton is álltak kis ideig az élen, majd Kubica vette át a vezetést 1:20.597-tel, ami a hétvége addigi leggyorsabb ideje volt. Két perccel az etap vége előtt mindenki kereket cserélt és elindult egy utolsó gyors körre. Massa és Kovalainen még nem voltak továbbjutó helyen. Előbbi versenyző 1:20.584-et ért el a friss gumikon, amit már nem tudott túlszárnyalni senki. Kovalainen a 4. helyre jött föl, de onnan Heidfeld és Alonso is leszorította. Mögötte szokatlanul kicsi, néhány századmásodperces különbséggel követték egymást a versenyzők.

A második részt Massa nyerte, nem jutott be a harmadik szakaszba Bourdais, Rosberg, Glock, Button, Nakadzsima és Barrichello. Ők mind 1:21 percen kívüli időt értek el, míg a 10. helyezett Piquet eredménye 1:20.894 volt.

### Harmadik rész
Az utolsó etapban többen is kemény gumikon tették meg az első köreiket. Trulli 1:23.393-as ideje ennek megfelelően a jóval elmaradt az előző szakaszban mért köridőkhöz képest. Hamilton első próbálkozásra több, mint egy másodperccel megjavította Trulli idejét. A már lágy gumikon autózó Massa 1:22.058-cal az élre állt, tőle az időközben szintén kereket cserélő Hamilton alig maradt el 1:22.096-os idejével. Kovalainen a harmadik helyre jött föl, Massa az utolsó gyors körén megcsúszott az egyik kanyarban, és nem tudott javítani. Az utolsó másodpercekben az év addigi részében gyengén teljesítő Renault-tal Alonso került az élre. 1:21.904-es köridejével úgy tűnt, hogy hazai versenyén övé lesz a pole pozíció, de Räikkönen még gyors körön volt, és 1:21.813-mal megszerezte az első rajtkockát.

Alonso második helyével a Renault 2006 után ismét az első sorból indíthatta egyik versenyzőjét. A harmadik Massa lett, mellőle Kubica rajtolhatott a futamon. A McLaren versenyzőié lett a harmadik sor, Hamilton, Kovalainen sorrendben. A 7. Webber 10 hellyel jobb eredményt ért el, mint csapattársa, David Coulthard. Trullit Heidfeld és Piquet követte.
Alonso jó eredményét az autón eszközölt fejlesztések mellett nagyrészt annak köszönhette, hogy jóval kevesebb üzemanyaggal volt megtankolva, mint riválisai. Erre utal az is, hogy csapattársa, Piquet csak a 10. lett. Ennek tényét maga Alonso is elismerte, és az edzés után úgy nyilatkozott, hogy a versenyen csak a 6.-7. hely megszerzése reális a számára.

### Az edzés végeredménye
| Helyezés | Versenyző            | Csapat/Motor        | 1. rész  | 2. rész  | 3. rész  |
| -------- | -------------------- | ------------------- | -------- | -------- | -------- |
| 1        | Kimi Räikkönen       | Ferrari             | 1:20.701 | 1:20.784 | 1:21.813 |
| 2        | Fernando Alonso      | Renault             | 1:21.347 | 1:20.804 | 1:21.904 |
| 3        | Felipe Massa         | Ferrari             | 1:21.528 | 1:20.584 | 1:22.058 |
| 4        | Robert Kubica        | BMW Sauber          | 1:21.423 | 1:20.597 | 1:22.065 |
| 5        | Lewis Hamilton       | McLaren-Mercedes    | 1:21.366 | 1:20.825 | 1:22.096 |
| 6        | Heikki Kovalainen    | McLaren-Mercedes    | 1:21.430 | 1:20.817 | 1:22.231 |
| 7        | Mark Webber          | Red Bull-Renault    | 1:21.494 | 1:20.984 | 1:22.429 |
| 8        | Jarno Trulli         | Toyota              | 1:21.158 | 1:20.907 | 1:22.529 |
| 9        | Nick Heidfeld        | BMW Sauber          | 1:21.466 | 1:20.815 | 1:22.542 |
| 10       | Nelson Piquet Jr.    | Renault             | 1:21.409 | 1:20.894 | 1:22.699 |
| 11       | Rubens Barrichello   | Honda               | 1:21.548 | 1:21.049 |          |
| 12       | Nakadzsima Kazuki    | Williams-Toyota     | 1:21.690 | 1:21.117 |          |
| 13       | Jenson Button        | Honda               | 1:21.757 | 1:21.211 |          |
| 14       | Timo Glock           | Toyota              | 1:21.427 | 1:21.230 |          |
| 15       | Nico Rosberg         | Williams-Toyota     | 1:21.472 | 1:21.349 |          |
| 16       | Sébastien Bourdais   | Toro Rosso-Ferrari  | 1:21.540 | 1:21.724 |          |
| 17       | David Coulthard      | Red Bull-Renault    | 1:21.810 |          |          |
| 18       | Sebastian Vettel     | Toro Rosso-Ferrari  | 1:22.108 |          |          |
| 19       | Giancarlo Fisichella | Force India-Ferrari | 1:22.516 |          |          |
| 20       | Adrian Sutil         | Force India-Ferrari | 1:23.224 |          |          |
| 21       | Anthony Davidson     | Super Aguri-Honda   | 1:23.318 |          |          |
| 22       | Szató Takuma         | Super Aguri-Honda   | 1:23.496 |          |          |

## Futam

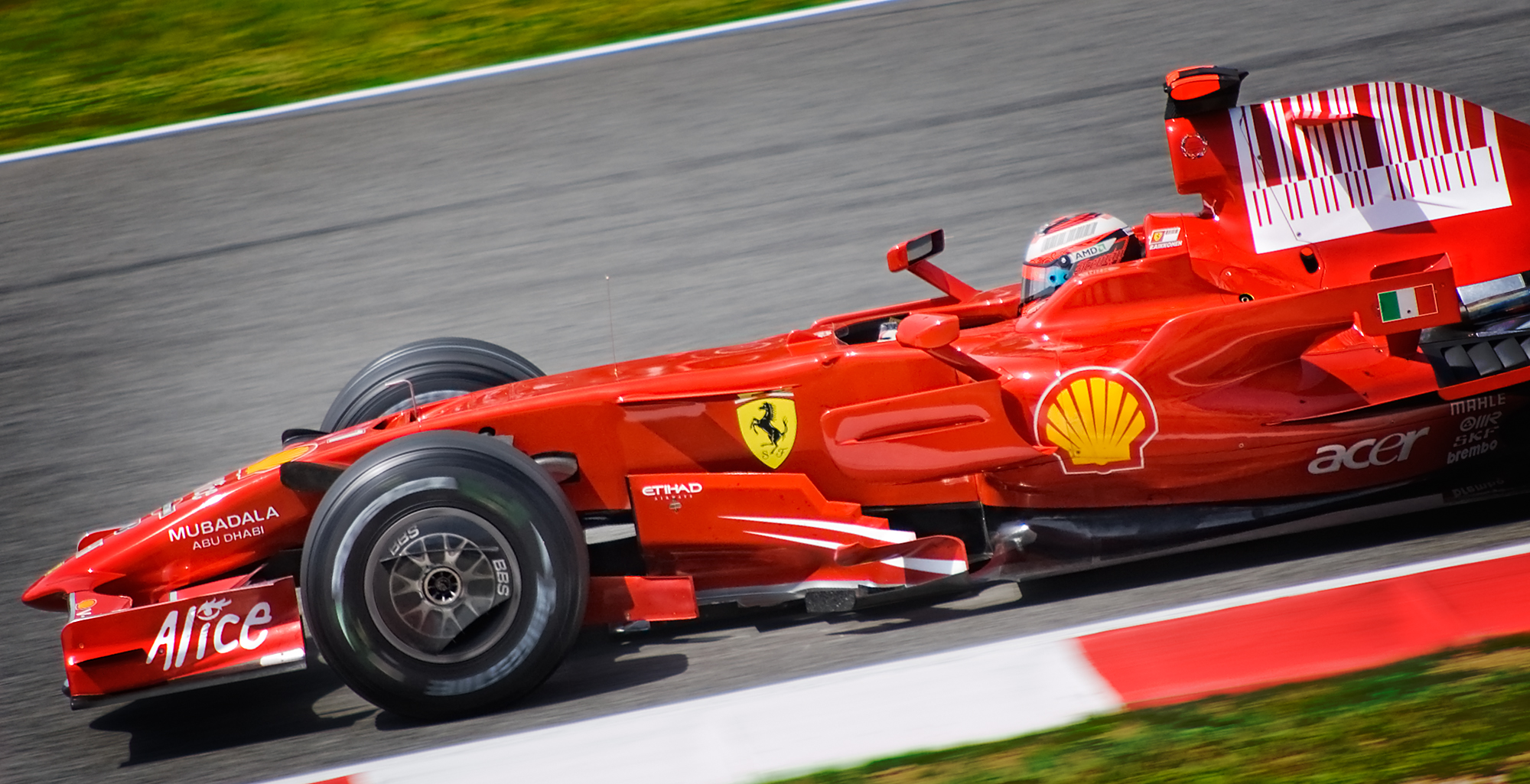
A verseny győztese, Kimi Räikkönen

A spanyol nagydíj száraz, napos időben, április 27-én, közép-európai idő szerint 14:00 órakor rajtolt.
A mezőny összes versenyzője, kivétel nélkül lágy keverékű gumikon kezdte a futamot. A start balesetmentesen zajlott le, az élen Massa megelőzte Alonsót és az első helyról induló Räikkönenhez is közel került, de az első kanyarok után maradt a második helyen. Hamilton nagyon agresszív rajtot véve a 4. helyre jött föl, őt Kubica, Kovalainen és Heidfeld követte. Nem sokkal a rajt után a 4-es számú, Repsol kanyarban Adrian Sutil egy előzési manőver során a fűre hajtott és megpördült. A mögötte haladó Sebastian Vettel már nem tudta elkerülni az ütközést, és mindketten kiestek. Mivel az autóik veszélyes helyen álltak meg, a pályára küldték a biztonsági autót.
A 3. kör végén indult újra a verseny. Az élen Räikkönen egyre nagyobb előnyre tett szert Massával szemben, és egymás után futotta a verseny leggyorsabb köreit. Az 5. körben az addig 10. helyezett Piquet kicsúszott, és csak a mezőny végére tudott visszaállni. Két körrel később Bourdaist akarta megelőzni a 10-es, La Caixa kanyarban, de utóbbi későn vette észre, hogy a Renault versenyzője el próbál fordulni a belső íven. Az ütközésben Piquet jobb hátsó, Bourdais bal első kerékfelfüggesztése eltörött. A Toro Rosso pilótája még befejezte a kört és begurult a boxba, de ott feladni kényszerült a futamot. Erre a sorsra jutott a Super Aguri versenyzője, Anthony Davidson is, a hűtő meghibásodása miatt. A versenyben vezető Räikkönen tovább növelte az előnyét a mögötte haladókkal szemben.

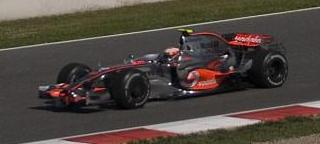
Heikki Kovalainen

A 16. körben, ahogy az várható volt, Alonso kezdte meg a tervezett boxkiállásokat, és a két Honda közé érkezett vissza a pályára. Három körrel tudott csak hosszabb első szakaszt autózni Massa, őt követve Räikkönen kis kiállt kereket cserélni és tankolni. A 21. körben kiálló Hamilton megtartotta a helyét Kubicával szemben. A 22. körben a versenyben vezető Kovalainen bal első defektet kapott a 9-es kanyarban, és autója több, mint 100 km/órás sebességgel frontálisan a gumifalba ütközött. Ismét a pályára küldték a biztonsági autót, a helyszínre sietett a gyorsbeavatkozó orvosi autó. Amíg a mezőny felsorakozott a biztonsági autó mögött, Kovalainent kiemelték a roncsokból és a pálya elsősegély-központjába szállították, ahol kiderült, hogy nincsenek komoly sérülései. Később helikopterrel Barcelonába vitték további kivizsgálásokra. A McLaren telemetriai adatai szerint az ütközéskor 1 tizedmásodpercig 26 g-s erő hatott a versenyzőre. A baleset után élre került Heidfeld kiállt a boxba tervezett kerékcserére, akkor, amikor a biztonsági autó még kint volt a pályán, amiért 10 másodperces stop-and-go büntetést kapott. A 26. körben nyitották meg a boxutcát, az autók többsége ki is állt. Barrichello a boxból kijövet megrongálta elülső terelőszárnyát, amit majdnem egy körön keresztül az autója alá szorulva húzott, mígnem a célegyenes előtti sikánban letört, több alkatrészt magával rántva.

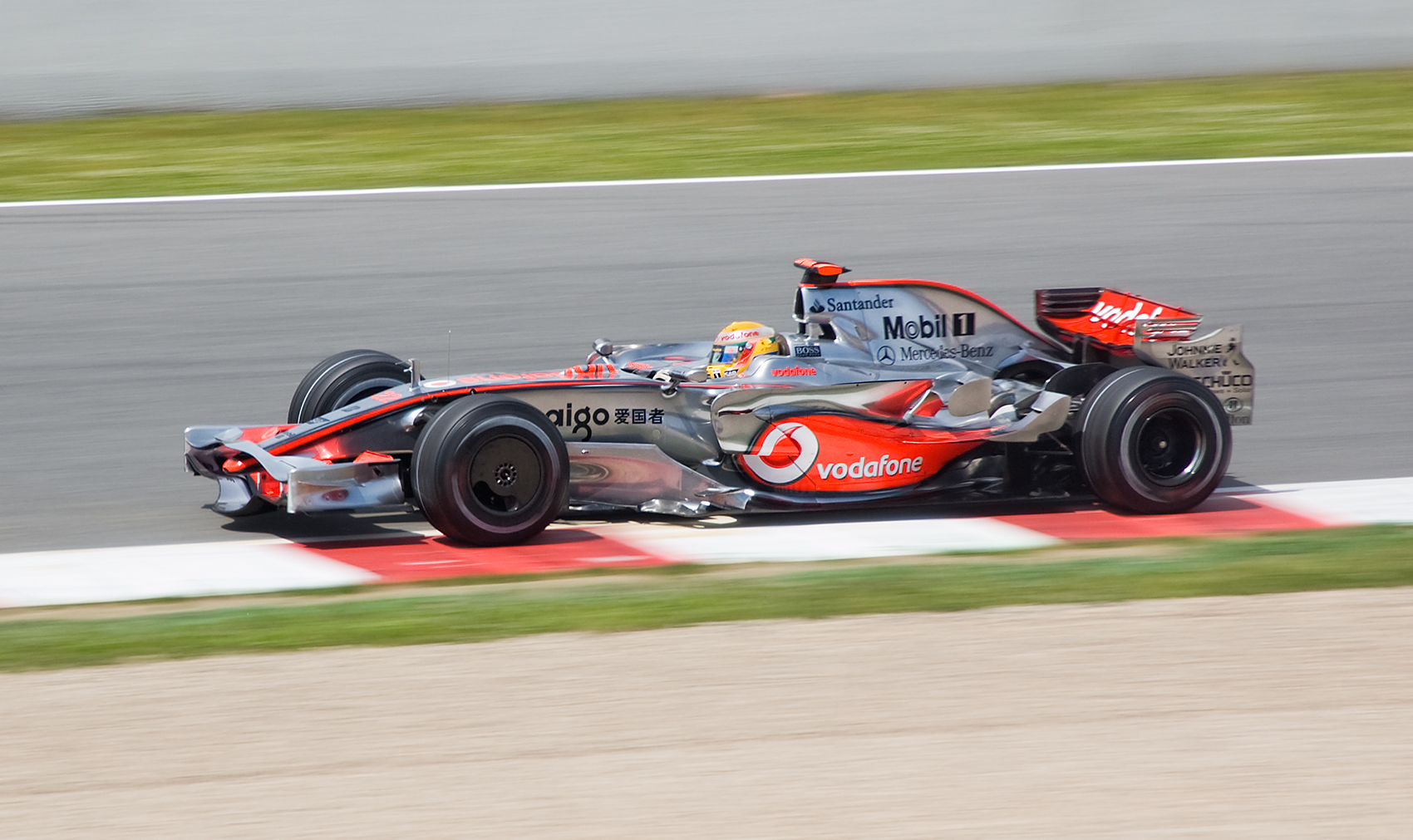
Hamilton a spanyol nagydíjon

A biztonsági autó kiállása után a 28. körben gyorsulhattak ismét versenytempóra az autók. Heidfeld megvédte a pozícióját az őt előzni próbáló Alonsóval szemben, de a 33. körben le kellett töltenie a büntetését. Az utolsó helyre visszaállva kevés esélye maradt a pontszerzésre. Két körrel később Alonso motorhiba miatt kiesett, a sérült autóval versenyző Barrichello is feladta a versenyt. Féltávnál Szató a 9. helyen haladt, amikor először a mezőnyben kijött a második tervezett kerékcseréjére, nagyon hosszú utolsó szakaszt vállalva ezzel. A taktika nem vált be, végül lemaradt a pontszerzésről. A 42. körben az addig a 7. helyen haladó Rosberg is kiesett, szintén motorhiba miatt. A Force India versenyzője, Fisichella pontszerző helyre került. A 46.-47. körben az összes éllovas kijött a második kerékcseréjére, a sorrend közöttük nem változott. A boxkiállása előtt Räikkönen 1:21.670-nel megfutotta a verseny leggyorsabb körét, amit már nem javított meg senki, mivel a harmadik szakaszra mindenki kemény keverékű gumikra váltott.
A büntetése után felzárkózni igyekvő Heidfeld szép előzésekkel egyre előrébb került, de a gyengébb autót vezető, 11. helyezett Fisichellát sokáig nem tudta megelőzni. Már a korábbi versenyeken is tapasztalható volt, hogy a kemény keverékű abroncsok a McLaren autóin előbb melegednek fel üzemi hőfokra, így az élen Hamilton egyre közelebb került a Ferrari versenyzőihez, de előzni nem tudott. Coulthard az évad negyedik versenyén harmadszor is versenybaleset részese lett: Ezúttal Glock lökte meg hátulról egy rosszul sikerült előzés során. A Toyota versenyzőjének elülső légterelője letört, Coulthard pedig egy körrel később bal hátsó defektet kapott. A kényszerű boxkiállás után csak a 13. helyre érkezett vissza. Az 55. körben Fisichella kisebb hibát vétett az utolsó kanyarban, ami elég volt a mögötte haladó Heidfeldnek, hogy a célegyenes végén, szélárnyékból kibújva megelőzze. Négy körrel a verseny vége előtt Coulthard megelőzte a sérült orrkúppal versenyző Szatót, de így is csak a 12. helyre sikerült felzárkóznia.
Az élen a sorrend már nem változott, Kimi Räikkönen és Felipe Massa kettős győzelmet szereztek a Ferrarinak. A harmadik Lewis Hamilton lett, mögöttük Kubica és Webber végzett. Button a 6. helyével megszerezte saját maga és a Honda első 2008-as pontjait. Nakadzsima másodszor végzett pályafutása során az első nyolcban, mögötte Trulli futott be. Heidfeld épphogy lemaradt a pontszerzésről. A sok biztonsági autós időszak miatt kevés lekörözés volt, csak a 10. helyezéstől lefelé, Fisichella, Glock, Coulthard és Szató fejezték be körhátrányban a versenyt.

Az egyéni világbajnokságban Räikkönen megőrizte a vezető helyét, Hamilton és Kubica előtt. Utóbbi csapata, a BMW azonban visszaesett a konstruktőr-világbajnokság második heyére, a Ferrari.
| Helyezés | Rajthely | #  | Versenyző            | Csapat/Motor        | Kör | Idő/Kiesés oka    | Pont |
| -------- | -------- | -- | -------------------- | ------------------- | --- | ----------------- | ---- |
| 1        | 1        | 1  | Kimi Räikkönen       | Ferrari             | 66  | 1h38:19.051       | 10   |
| 2        | 3        | 2  | Felipe Massa         | Ferrari             | 66  | + 3.228           | 8    |
| 3        | 5        | 22 | Lewis Hamilton       | McLaren-Mercedes    | 66  | + 4.187           | 6    |
| 4        | 4        | 4  | Robert Kubica        | BMW Sauber          | 66  | + 5.694           | 5    |
| 5        | 7        | 10 | Mark Webber          | Red Bull-Renault    | 66  | + 35.938          | 4    |
| 6        | 13       | 16 | Jenson Button        | Honda               | 66  | + 53.010          | 3    |
| 7        | 12       | 8  | Nakadzsima Kazuki    | Williams-Toyota     | 66  | + 58.244          | 2    |
| 8        | 8        | 11 | Jarno Trulli         | Toyota              | 66  | + 59.435          | 1    |
| 9        | 9        | 3  | Nick Heidfeld        | BMW Sauber          | 66  | + 1:03.073        |      |
| 10       | 19       | 21 | Giancarlo Fisichella | Force India-Ferrari | 65  | +1 kör            |      |
| 11       | 14       | 12 | Timo Glock           | Toyota              | 65  | +1 kör            |      |
| 12       | 17       | 9  | David Coulthard      | Red Bull-Renault    | 65  | +1 kör            |      |
| 13       | 22       | 18 | Szató Takuma         | Super Aguri-Honda   | 65  | +1 kör            |      |
| Kiesett  | 15       | 7  | Nico Rosberg         | Williams-Toyota     | 41  | Motorhiba         |      |
| Kiesett  | 2        | 5  | Fernando Alonso      | Renault             | 34  | Motorhiba         |      |
| Kiesett  | 11       | 17 | Rubens Barrichello   | Honda               | 34  | Sérült légterelők |      |
| Kiesett  | 6        | 23 | Heikki Kovalainen    | McLaren-Mercedes    | 21  | Defekt/Kicsúszás  |      |
| Kiesett  | 21       | 19 | Anthony Davidson     | Super Aguri-Honda   | 8   | Hűtő              |      |
| Kiesett  | 16       | 14 | Sébastien Bourdais   | Toro Rosso-Ferrari  | 7   | Ütközés           |      |
| Kiesett  | 10       | 6  | Nelson Piquet Jr.    | Renault             | 6   | Ütközés           |      |
| Kiesett  | 20       | 20 | Adrian Sutil         | Force India-Ferrari | 0   | Ütközés           |      |
| Kiesett  | 18       | 15 | Sebastian Vettel     | Toro Rosso-Ferrari  | 0   | Ütközés           |      |

## A világbajnokság élmezőnyének állása a futam után
| R  | Versenyzők        | Pont | R  | Konstruktőrök       | Pont |
| -- | ----------------- | ---- | -- | ------------------- | ---- |
| 1  | Kimi Räikkönen    | 29   | 1  | Ferrari             | 47   |
| 2  | Lewis Hamilton    | 20   | 2  | BMW Sauber          | 35   |
| 3  | Robert Kubica     | 19   | 3  | McLaren-Mercedes    | 34   |
| 4  | Felipe Massa      | 18   | 4  | Williams            | 12   |
| 5  | Nick Heidfeld     | 16   | 5  | Toyota              | 9    |
| 6  | Heikki Kovalainen | 14   | 6  | Red Bull – Renault  | 8    |
| 7  | Jarno Trulli      | 9    | 7  | Renault             | 6    |
| 8  | Mark Webber       | 8    | 8  | Honda               | 3    |
| 9  | Nico Rosberg      | 7    | 9  | Toro Rosso-Ferrari  | 2    |
| 10 | Fernando Alonso   | 6    | 10 | Force India-Ferrari | 0    |
| 11 | Nakadzsima Kazuki | 5    | 11 | Super Aguri-Honda   | 0    |

(A teljes táblázat)

### Statisztikák
Vezető helyen:
- Kimi Räikkönen : 62 (1-20 / 25-66).
- Nick Heidfeld : 3 (22-24).
- Lewis Hamilton : 1 (21).

Kimi Räikkönen 17. győzelme, 15. pole pozíciója, 19. leggyorsabb köre, 1. mesterhármasa (gy, pp, lk)
- Ferrari 204. győzelme.

Szató Takuma, Anthony Davidson és a Super Aguri utolsó versenye.